# Beziehungen zwischen Kroatien und den Vereinigten Staaten
Die Beziehungen zwischen Kroatien und den Vereinigten Staaten sind das zwischenstaatliche Verhältnis zwischen der Republik Kroatien und den Vereinigten Staaten von Amerika (USA). Beide Länder unterhalten seit 1992 diplomatische Beziehungen und pflegen eine enge Partnerschaft in politischen, militärischen und wirtschaftlichen Fragen. Kroatien wird von den USA als stabiler Partner in Südosteuropa angesehen, und seit dem kroatischen NATO-Beitritt 2009 sind beide Staaten Bündnispartner. Ein bedeutender Aspekt der Beziehungen ist zudem die große kroatische Diaspora in den USA.

## Geschichte der Beziehungen
Nach dem Zerfall Jugoslawiens erkannte die US-Regierung Kroatien am 7. April 1992 als unabhängigen Staat an. Im August 1992 wurden formell diplomatische Beziehungen aufgenommen und die US-Botschaft in Zagreb eröffnet. In den folgenden Jahren unterstützten die USA die Friedensbemühungen auf dem Westbalkan und die demokratische Entwicklung Kroatiens. Am 1. April 2009 trat Kroatien der NATO bei, womit es ein wichtiger Verbündeter der USA in der Region wurde. US-Vizepräsident Joe Biden würdigte 2010 die enge Partnerschaft mit Kroatien, lobte dessen Kooperation mit dem UN-Kriegsverbrechertribunal ICTY und dankte für Kroatiens Beiträge zu NATO-Missionen (etwa in Afghanistan). Hochrangige Besuche unterstrichen die guten Beziehungen: So besuchte US-Präsident George W. Bush im April 2008 Zagreb, kurz nachdem Kroatien eine Einladung zum NATO-Beitritt erhalten hatte. In den folgenden Jahren unterstützten die USA auch Kroatiens Annäherung an die Europäische Union nachdrücklich. Ein Meilenstein bei der Erleichterung des bilateralen Austauschs war die Aufnahme Kroatiens in das US-Visa-Waiver-Programm im September 2021. Seitdem können kroatische Staatsbürger für geschäftliche oder touristische Aufenthalte bis 90 Tage ohne Visum in die USA reisen.

## Kulturbeziehungen und Kroaten in den USA
Die kulturellen Beziehungen sind geprägt von der bedeutenden kroatischstämmigen Gemeinschaft in den Vereinigten Staaten. Schätzungen zufolge leben etwa 1,2 Millionen Kroaten und Personen kroatischer Abstammung in den USA. Viele Kroaten wanderten ab dem 19. Jahrhundert in die Vereinigten Staaten aus, sodass früh erste Gemeinden und Vereine entstanden – bereits 1857 wurde in San Francisco ein kroatischer Einwandererverein gegründet. Die kroatische Diaspora in den USA hat über Jahrzehnte zur Pflege der Kulturbeziehungen beigetragen und die Heimat insbesondere während des Kroatien-Krieges in den 1990er Jahren finanziell und politisch unterstützt. Traditionell spielen die kroatischen katholischen Gemeinden eine wichtige Rolle; die älteste kroatische Pfarrei (St. Nikolaus) wurde 1894 in Pittsburgh gegründet. Als größte Organisation der Auswanderergemeinschaft gilt die Kroatische Brüderliche Union (Croatian Fraternal Union), die 1894 in Pittsburgh ins Leben gerufen wurde und seit über einem Jahrhundert kulturelle und wohltätige Aktivitäten für Kroaten in Nordamerika organisiert. Darüber hinaus findet ein reger Bildungs- und Kulturaustausch statt, etwa durch akademische Programme und Städtepartnerschaften. Kulturelle Veranstaltungen, Folklore-Festivals und das Angebot von kroatischem Sprachunterricht in den USA tragen ebenfalls zu den engen zivilgesellschaftlichen Verbindungen zwischen beiden Ländern bei.

## Wirtschaftsbeziehungen
Die wirtschaftlichen Beziehungen zwischen Kroatien und den USA haben sich seit den 1990er Jahren stetig vertieft. Die USA gehören zu den zehn wichtigsten Exportmärkten Kroatiens und zählen zu dessen bedeutendsten Handelspartnern außerhalb der EU. Im Dezember 2022 unterzeichneten beide Länder nach jahrelangen Verhandlungen ein Abkommen zur Vermeidung der Doppelbesteuerung. Zuvor war Kroatien das einzige EU-Land ohne derartiges Abkommen mit den USA gewesen; das neue Steuerabkommen soll die wirtschaftliche Zusammenarbeit beleben und Investitionen auf beiden Seiten erleichtern. Die Vereinigten Staaten haben seit 1993 insgesamt über 600 Millionen € in Kroatien investiert. Mehr als einhundert US-Unternehmen sind in Kroatien aktiv und schaffen dort zusammen mehrere tausend Arbeitsplätze. Gleichzeitig steigt der bilaterale Tourismus: Im Jahr 2022 besuchten fast 680.000 US-Amerikaner als Touristen Kroatien, 34 % mehr als im Vorjahr.

## Diplomatische Standorte
Auch die diplomatischen Vertretungen spiegeln die engen Beziehungen wider. Kroatien unterhält eine Botschaft in Washington, D.C., sowie Generalkonsulate in New York City, Chicago und Los Angeles.